# Tour de Tipaza
El Tour de Tipaza és una competició ciclista per etapes que es disputa anualment als voltants de Tipaza (Algèria). Es va crear el 2009, però no fou fins al 2013 que forma part de l'UCI Àfrica Tour.

## Palmarès
| Any  | Vencedor            | Segon              | Tercer          |
| ---- | ------------------- | ------------------ | --------------- |
| 2009 | Redouane Chabane    | Bilal Saada        | Azzedine Lagab  |
| 2010 | Redouane Chabane    |                    |                 |
| 2012 | Mohamed Boutira     | Boualem Belmokhtar | Hichem Kab      |
| 2013 | Constantino Zaballa | Adil Jelloul       | Martin Pedersen |